# William D'Amico
William D'Amico (n. 3 octombrie 1910, Utica, New York, SUA – d. 30 octombrie 1984, Lake Placid, North Elba⁠(d), New York, SUA) a fost un bober ce a reprezentat Statele Unite ale Americii, medaliat olimpic. A participat la o ediție a Jocurilor Olimpice (1948) în care a câștigat o medalie de aur.

## Participări
Lista de mai jos prezintă principalele competiții la care a participat William D'Amico de-a lungul carierei.
- bobsleigh at the 1948 Winter Olympics – four-man[*]